# Polygoneae

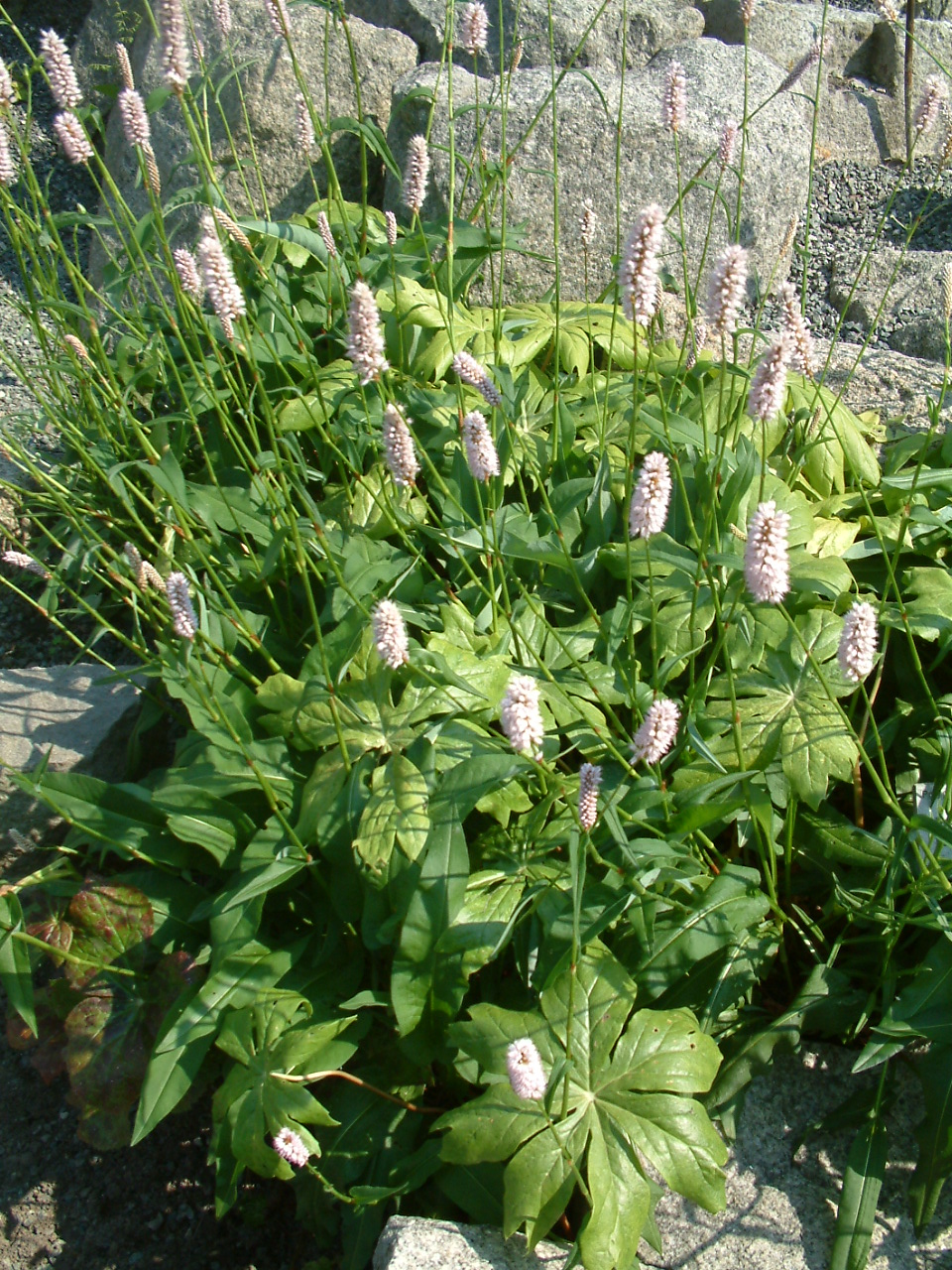
Polygonum

Polygoneae, na classificação taxonômica de Jussieu (1789), é uma ordem botânica da classe Dicotyledones, Monoclinae (flores hermafroditas ), Apetalae ( não tem corola), com estames perigínicos ( quando os estames se inserem à volta do nível do ovário).
Apresenta os seguintes gêneros:
- Coccoloba, Atraphaxis, Polygonum, Rumex, Rheum, Triplaris, Calligonum, Pallasia, Koenigia.